# Darryl Morris
Darryl Morris es un personaje de la serie de televisión estadounidense Charmed.
Es interpretado por el actor Dorian Gregory.

## Biografía
Darryl es un teniente (promovido de inspector) del Departamento de Policía de San Francisco. Fue compañero del inspector Andy Trudeau. Está casado con una mujer de nombre Sheila y tiene dos hijos. Su padre es Luther Morris, también policía.
Al principio sospecha de la recurrente conexión de las hermanas Halliwell con crímenes misteriosos. Sin embargo, pocos meses después de la muerte de su compañero, las hermanas le revelan que son brujas buenas que tratan de proteger y llevar justicia al mundo. En los siguientes años, él las ayuda a cubrir casos relacionados con la actividad demoníaca, y les brinda apoyo tanto logístico como emocional.
No obstante, cuando casi resulta muerto, él se aleja de las Halliwell alegando los riesgos que corre, aunque continúa haciéndoles favores y nunca revela su secreto. Su última aparición en la serie se da en el episodio final de la séptima temporada, debido a que su esposa lo obliga a mudarse a otro estado para comenzar una nueva vida.

## Desaparición de la serie
Según Brad Kern, la razón por la cual Darryl no apareció en la octava temporada fue el recorte de presupuesto, que también limitó la aparición de Leo.